# Casteloais
Casteloais (llamada oficialmente San Pedro de Casteloais) es una parroquia y una aldea española del municipio de Chandreja de Queija, en la provincia de Orense, Galicia.

## Organización territorial
La parroquia está formada por una entidad de población:
- Casteloais

## Demografía
Gráfica demográfica de la aldea y parroquia de Casteloais según el INE español:
| Gráfica de evolución demográfica de Casteloais entre 2000 y 2022 |
|                                                                  |
| Datos según el nomenclátor publicado por el INE.                 |